# VII legislatura del Parlamento europeo
La VII legislatura del Parlamento europeo ha avuto inizio il 14 luglio 2009 con la prima seduta del Parlamento, la cui composizione è stata determinata dai risultati delle elezioni europee del 4-7 giugno 2009, e ha avuto fine il 1º luglio 2014, con l'insediamento del nuovo Parlamento.

## Ufficio di Presidenza

### Prima metà della legislatura

#### Presidente
Jerzy Buzek (PPE) -
Eletto il 14 luglio 2009 con 555 voti

#### Vicepresidenti
I vicepresidenti sono stati eletti il 14 luglio 2009. In base al turno di votazione e al numero di voti ottenuti si determina l'ordine di precedenza, come riportato nella tabella che segue.
| #  | Nome                           | Gruppo    | Nazione     | Voti         |
| -- | ------------------------------ | --------- | ----------- | ------------ |
| 1  | Gianni Pittella                | S&D       | Italia      | 360 1º turno |
| 2  | Rodi Kratsa-Tsagaropoulou      | PPE       | Grecia      | 355 1º turno |
| 3  | Stauros Lamprinidīs            | S&D       | Grecia      | 346 1º turno |
| 4  | Miguel Angel Martínez Martínez | S&D       | Spagna      | 327 3º turno |
| 5  | Alejo Vidal-Quadras            | PPE       | Spagna      | 308 3º turno |
| 6  | Dagmar Roth-Behrendt           | S&D       | Germania    | 287 3º turno |
| 7  | Libor Rouček                   | S&D       | Rep. Ceca   | 278 3º turno |
| 8  | Isabelle Durant                | Verdi/ALE | Belgio      | 276 3º turno |
| 9  | Roberta Angelilli              | PPE       | Italia      | 274 3º turno |
| 10 | Diana Wallis                   | ALDE      | Regno Unito | 272 3º turno |
| 11 | Pál Schmitt                    | PPE       | Ungheria    | 257 3º turno |
| 12 | Edward McMillan-Scott          | NI        | Regno Unito | 244 3º turno |
| 13 | Rainer Wieland                 | PPE       | Germania    | 237 3º turno |
| 14 | Silvana Koch-Mehrin            | ALDE      | Germania    | 186 3º turno |

##### Sostituzioni
Ai sensi dell'articolo 20 del regolamento di procedura del Parlamento europeo, quando un vicepresidente deve essere sostituito, il successore che viene eletto prende il posto del suo predecessore nell'ordine di precedenza.
| # | Nome             | Gruppo | Nazione     | Data di elezione | In sostituzione di  |
| - | ---------------- | ------ | ----------- | ---------------- | ------------------- |
| 1 | László Tőkés     | PPE    | Romania     | maggio 2010      | Pál Schmitt         |
| 2 | Giles Chichester | ECR    | Regno Unito | 6 luglio 2011    | Silvana Koch-Mehrin |

#### Questori
| Nome                        | Gruppo  | Nazione     |
| --------------------------- | ------- | ----------- |
| Lidia Geringer de Oedenberg | S&D     | Polonia     |
| Jim Higgins                 | PPE     | Irlanda     |
| Astrid Lulling              | PPE     | Lussemburgo |
| Jiří Maštálka               | GUE/NGL | Rep. Ceca   |
| Bill Newton Dunn            | ALDE    | Regno Unito |

### Seconda metà della legislatura

#### Presidente
Martin Schulz (S&D) -
Eletto il 17 gennaio 2012 con 387 voti

#### Vicepresidenti
I vicepresidenti sono stati eletti il 17 gennaio 2012. In base al turno di votazione e al numero di voti ottenuti si determina l'ordine di precedenza, come riportato nella tabella che segue.
| #  | Nome                           | Gruppo    | Nazione     | Voti |
| -- | ------------------------------ | --------- | ----------- | ---- |
| 1  | Gianni Pittella                | S&D       | Italia      | 319  |
| 2  | Miguel Angel Martínez Martínez | S&D       | Spagna      | 295  |
| 3  | Anni Podimata                  | S&D       | Grecia      | 281  |
| 4  | Alejo Vidal-Quadras            | PPE       | Spagna      | 269  |
| 5  | Georgios Papastamkos           | PPE       | Grecia      | 248  |
| 6  | Roberta Angelilli              | PPE       | Italia      | 246  |
| 7  | Othmar Karas                   | PPE       | Austria     | 287  |
| 8  | Edward McMillan-Scott          | ALDE      | Regno Unito | 239  |
| 9  | Isabelle Durant                | Verdi/ALE | Belgio      | 238  |
| 10 | Alexander Alvaro               | ALDE      | Germania    | 235  |
| 11 | Rainer Wieland                 | PPE       | Germania    | 230  |
| 7  | Oldřich Vlasák                 | ECR       | Rep. Ceca   | 223  |
| 11 | Jacek Protasiewicz             | PPE       | Polonia     | 206  |
| 14 | László Surján                  | PPE       | Ungheria    | 188  |

#### Questori
| Nome                        | Gruppo  | Nazione     |
| --------------------------- | ------- | ----------- |
| Astrid Lulling              | PPE     | Lussemburgo |
| Jim Higgins                 | PPE     | Irlanda     |
| Lidia Geringer de Oedenberg | S&D     | Polonia     |
| Bogusław Liberadzki         | S&D     | Polonia     |
| Jiří Maštálka               | GUE/NGL | Rep. Ceca   |